# Joachim Deckarm
Joachim Deckarm, né le 19 janvier 1954 à Sarrebruck dans le protectorat de Sarre, aujourd'hui en Allemagne, est un ancien athlète puis handballeur allemand.
Champion d'Allemagne junior de pentathlon en 1971, il se tourne ensuite vers le handball et devient l'un des meilleurs joueurs des années 1970, remportant trois Championnats d'Allemagne et deux Coupes d'Europe en 1974 et 1978 avec le VfL Gummersbach et étant champion du monde en 1978 avec l'équipe nationale d'Allemagne de l'Ouest.
Le 30 mars 1979,  il se blesse grièvement à la tête au cours d'un match et plonge dans le coma pendant des mois. Lourdement handicapé, il vit actuellement dans un centre de vie assistée dans sa ville natale.

## Biographie
Le 30 mars 1979, il dispute avec son club du VfL Gummersbach la demi-finale retour de la Coupe d'Europe des vainqueurs de coupe face au club hongrois du Tatabánya KC. Alors qu'il filait vers le but adversaire en contre-attaque, il percute le défenseur hongrois Lajos Pánovics. En chutant, sa tête heurte alors violemment le sol (une fine couche de PVC sur un plancher en béton) ayant pour conséquence une double fracture du crâne et une contusion cérébrale qui le plonge dans le coma pendant 131 jours. À son réveil, il s'est trouvé en incapacité de bouger ses membres et de parler. Grâce à de nombreux traitements, il est parvenu à diminuer son handicap, retrouvant de la motricité et étant capable de donner de courtes interviews, mais des soins médicaux permanents lui sont nécessaires depuis 1982.
En 2010, il est nommé dans l'élection du meilleur joueur de tous les temps aux côtés d'Ivano Balić, Nikola Karabatic et Talant Dujshebaev puis le 31 mai 2013, il est inscrit dans le Temple de la renommée du sport allemand (de).

## Palmarès joueur

### Club
compétitions internationales 
- Vainqueur de la Coupe des clubs champions (1) : 1974
- Vainqueur de la Coupe des coupes (2) : 1978, 1979

 compétitions nationales 
- Champion d'Allemagne (3) : 1974, 1975, 1976
- Vainqueur de la Coupe d'Allemagne (2) : 1978, 1979

### Sélection nationale
Jeux olympiques
- 4e place aux Jeux olympiques de 1976 à Montréal,  Canada

Championnat du monde
- Médaille d'or au Championnat du monde 1978,  Danemark
- 9e place au Championnat du monde 1974,  Allemagne de l'Est

### Distinctions individuelles
- Nommé dans l'élection du meilleur joueur de tous les temps[2] en 2010, aux côtés d'Ivano Balić, Nikola Karabatic et Talant Dujshebaev
- Inscrit dans le Temple de la renommée du sport allemand (de) le 31 mai 2013